# التل الأبيض (نيويورك)
التل الأبيض، هو جبل يقع في جبال كاتسكيل في نيويورك شمال شرق شمال فرانكلين. يقع تل كو في الشمال الشرقي ويقع تل جاكسون جنوب غرب تل كو.